# The World Is Yours (chanson de Nas)
Pour les articles homonymes, voir The World Is Yours.
Singles de Nas
It Ain't Hard to Tell Life's a Bitch
Pistes de Illmatic
Life's a Bitch Halftime
The World Is Yours est une chanson de Nas tirée de l'album Illmatic. Ce titre, produit Pete Rock, a été publié en single le 31 mai 1994, single qui comprend également un remix produit par Q-Tip.
Ce morceau est utilisé dans le film Wackness, sorti en 2008.

## Samples
The World Is Yours contient des samples de I Love Music d'Ahmad Jamal et de It's Yours de T La Rock et Jazzy Jay. 
Ce single a été samplé par Jay-Z dans le titre Dead Presidents extrait de l'album Reasonable Doubt et par Eminem dans le titre Jealousy Woes II extrait de l'album Infinite.
Le refrain est chanté par Pete Rock.

## Clip
Le clip a été tourné dans Queensbridge, le quartier de Nas. 

## Classement
| Chart (1994)                                  | Peak position |
| --------------------------------------------- | ------------- |
| U.S. Billboard Bubbling Under Hot 100 Singles | 14            |
| U.S. Billboard Hot R&B/Hip-Hop Songs          | 67            |
| U.S. Billboard Hot Rap Tracks                 | 27            |